# Берегове (Панкрушихинський район)
Берегове́ (рос. Береговое) — село у складі Панкрушихинського району Алтайського краю, Росія. Входить до складу Кривинської сільської ради.

## Населення
Населення — 332 особи (2010; 425 у 2002).
Національний склад (станом на 2002 рік):
- росіяни — 96 %